# Francesco Reda
Francesco Reda (Cosenza, Calàbria, 19 de novembre de 1982) és un ciclista italià, professional entre 2007 i 2015. Un control antidopatge posterior a la segona posició del campionat nacional en ruta de 2015 li suposà una sanció per 8 anys.

## Palmarès
- 2006
  - Vencedor d'una etapa al Giro de la província de Cosenza
- 2015
  - 1r al Trofeu Edil C
  - Vencedor d'una etapa de l'An Post Rás

### Resultats al Tour de França
- 2010. Abandona (18a etapa)

### Resultats al Giro d'Itàlia
- 2009. 139è de la classificació general
- 2010. Abandona (17a etapa)
- 2011. 134è de la classificació general